# La Roque-sur-Cèze
La Roque-sur-Cèze é uma comuna francesa na região administrativa de Occitânia, no departamento de Gard. Estende-se por uma área de 8,37 km². Em 2010 a comuna tinha 189 habitantes (densidade: 22,6 hab./km²).
Pertence à rede das As mais belas aldeias de França.